# Dokumentation
Begrebet dokumentation har flere, indbyrdes relaterede betydninger. Ordet er afledt af latin documentum, der som en af sine betydninger har "bevis". Dokumentation anvendes derfor i betydningen "bevismiddel", fortrinsvis i skriftlig form. Sådanne bevismidler kan være trykte kilder eller andre objekter. Fx forsøger en videnskabelig artikel ved sin argumentation, metodebeskrivelse og fremlagte observationer at underbygge sine konklusioner, hvorfor termen dokumentation nogle gange indgår i tidsskrifttitler, fx International Thermonuclear Experimental Reactor. Documentation Series.
Dokumentation er også en (ældre) betegnelse for det fag, der beskæftiger sig med indsamling, strukturering, registrering, lagring, genfinding og videreformidling af informationer (viden). Ordet er generelt blevet fortrængt af termen informationsvidenskab, men har overlevet fx i navnet på tidsskriftet Journal of Documentation.

## Historik
Dokumentation forstået som et professionelt og forskningsbaseret fagområde blev etableret af Paul Otlet (1868-1944) og Henri Lafontaine (1854-1943) i begyndelsen af det 20. århundrede. En central organisation var "Fédération Internationale de Documentation," FID). Det mest markante udtryk for navneskiftet fra dokumentation til informationsvidenskab er at "American Documentation Institute" (grundlagt i 1937) i 1968 ændrede navn til "American Society for Information Science" / "ASIS".
Der er fra 1990'erne en bestræbelse på at genetablere termen, mest markant udtrykt ved etableringen af The document academy Arkiveret 8. februar 2007 hos  Wayback Machine. I Tromsø i Norge har man (som en undtagelse fra den generelle tendens) etableret en uddannelse i dokumentationsstudier /dokumentationsvidenskab "Dokumentasjonsvitenskap" Arkiveret 10. juni 2007 hos  Wayback Machine. 
I den Fransk- og spansksprogede verden har begrebet i højere grad fastholdt sin status.

## Typer af dokumentation
Man kan skelne mellem fx videnskabelig dokumentation, teknisk dokumentation, administrativ og juridisk dokumentation osv. Videnskabelig dokumentation kan underdeles efter fag, fx kemisk eller historisk dokumentation. I offentlig virksomhed kan der skelnes mellem Økonomisk dokumentation, Administrativ dokumentation og Politisk dokumentation. 
Dokumentstyring (engelsk "document management" eller "record management") betegner en specifik form for dokumentation (relateret til arkiver), hvor termen "dokument" betyder "dokument i administrativ praksis".